# Carrapateira
Carrapateira é um município brasileiro do estado da Paraíba, localizado na Região Geográfica Imediata de Cajazeiras. De acordo com o IBGE (Instituto Brasileiro de Geografia e Estatística), no ano 2019 sua população era estimada em 2.659
habitantes. Área territorial de 73 km².

## História
O nome do município provém da quantidade de mamona encontrada na região, também conhecida como carrapateira.
Inicialmente pertencia ao município de São José de Piranhas. A emancipação política ocorreu em 11 de dezembro de 1961 e instalado no dia 28 do mesmo mês, pelo então Governador Pedro Gondin.
O povoamento do município iniciou no século XVIII por volta de 1770, quando Francisco Vieira da Silva, vindo da cidade de Sousa (PB, depois veio outras famílias, Pereira e Silva de Catolé do Rocha, Pedrosa do Ceará, Galdino Braz da Silva de São José de Piranhas estabeleceram-se naquelas terras compradas de um criador de gado, que perdeu quase todo seu rebanho com o tingui, "Mascagnia rígida, cipó ou arbusto escandente da família Malpighiaceae, é umas das plantas tóxica mais conhecida e encontradas na região Nordeste e parte da região Sudeste do Brasil os principais nomes populares encontrados são: tingui e timbó. É considerada uma planta do agreste e sertão, porém ocorrendo sobretudo nos lugares mais frescos (TOKARNIA ET AL., 2000)". Por ser uma cidade de difícil acesso e estando ladeada de serras, o povoamento foi muito lento e até hoje. Em 1919 foi construída a capela em homenagem a Santo Afonso Maria de Ligório, através dos esforços de Joel Pereira da Silva e do padre Nicolau Leite. Nesta mesma época, iniciou-se o traçado do povoado. O crescimento da cidade se deu em virtude da feira livre criada em 15 de Fevereiro de 1937 e em 1938 foram abertas as primeiras lojas de tecido.
Festividades: Festa de Santo Afonso Maria de Ligório, de 23 de Julho a 1 de Agosto. Povoados: Baixas, Outro Lado, Bomfim dos Pedrosa, Bomfim dos França, Os Boi, Lancha, Volta e outros.

## Geografia
O município está incluído na área geográfica de abrangência do semiárido brasileiro, definida pelo Ministério da Integração Nacional em 2005. Esta delimitação tem como critérios o índice pluviométrico, o índice de aridez e o risco de seca.
Carrapateira está inserida na unidade geoambiental da Depressão Sertaneja. O clima é semiárido quente e seco, com pluviosidade média de 800 mm por ano, distribuída irregularmente ao longo do ano. O período chuvoso ocorre de Dezembro a Abril.
A vegetação é a caatinga xerofítica, com cactáceas e arbustos de pequeno a médio porte.
O município insere-se na bacia hidrográfica do rio Piranhas, na sub-bacia do rio Piancó. Tem como principais cursos d´água são os riachos Olho d´Água, do Barbeiro, do Barreiro e da Cachoeira, todos de regime intermitente.
Distância entre as cidades de: São José de Piranhas 24 km, Cajazeiras 54 km, Sousa 42 km.
Atividades do Município: Pecuária, agricultura: arroz vermelho, feijão e milho.